# باشگاه فوتبال تروا
باشگاه فوتبال تروا (فرانسوی: Troyes AC‎) یک باشگاه فوتبال در شهر تروا، فرانسه است. او هم‌اکنون در لیگ لوشامپیونه حضور دارد.
این باشگاه که در سال ۱۹۸۶ تأسیس شده سابقه قهرمانی در لیگ ۲ در فصل ۲۰۱۶–۲۰۱۵ و ۲۰۲۱–۲۰۲۰ را در کارنامه خود دارد. سهام اعظم این باشگاه توسط گروه فوتبالی سیتی خریداری شده‌است گروهی که دارای بیش از ۱۰ باشگاه فوتبالی می‌باشد که از مهم‌ترین باشگاه‌های آن می‌توان به منچسترسیتی اشاره کرد.